# Рыбчинский, Тадеуш
Тадеуш Рыбчинский (англ. Tadeusz Mieczyslaw Rybczynski; май 1923, Львов, Польша — 18 декабря 1998, Лондон) — британский экономист, профессор международной экономики и финансов Лондонского городского университета в 1974—1998 годах, автор теоремы Рыбчинского.

## Биография
Родился в мае 1923 года во Львове, на тот момент территория Польши, и перебрался в Лондон в 1942 году, где сразу поступил на службу в Королевские военно-воздушные силы Великобритании. В годы Второй мировой войны осуществлял полёты с военными миссиями над территорией Германии.
Окончил Лондонскую школу экономики бакалавром в 1949 году, а в 1952 году защитил магистерскую диссертацию, которая включала теорему, названную впоследствии его именем. Канадский экономист Гарри Джонсон убедил Тадеуша опубликовать результаты, полученные в его кандидатской диссертации, из чего получилась короткая статья «Начальный запас факторов и относительные цены товаров» в журнале «Economica» в 1955 году.
Ушел в бизнес и провёл свою деловую и научную жизнь в лондонских банках — сначала в Lloyds Bank в период 1949—1953 годах, а c 1954 года экономическим советником в Lazard Brothers & Co, а с 1969 года директором Lazard Securities Ltd. до 1988 года.
Преподавательскую деятельность начал лектором в Лондонской школе экономики в 1958—1959 годах, преподавал приглашенным профессором в 1968—1974 годах в Университете Суррея и в 1974—1998 годах приглашенным профессором кафедры международной экономики и финансов в Лондонском городском университете.
Редактор журнала «Business Economics» c 1975 года, в редакционной коллегии журнала «The World Economy» с 1977 года.
В 1962—1975 годах был председателем Общества бизнес-экономистов, в 1966 году управляющим и членом Британского национального института экономических и социальных исследований, с 1967 года член научного Комитета международного центра монетарных и банковских исследований Университета Женевы, с 1968 года член правления Исследовательского центра торговли и Политики, в 1969—1976 член Совета, а с 1976 года казначей Королевского экономического общества.
В 1978 году член Совета по экономическим и социологическим исследованиям, в 1973—1981 годах член консультационного совета по банковскому делу и финансам при Астонском университете. Член финансового комитета конфедерации британской промышленности в 1974—1978 годах, член совета правления Университета Брунеля в 1976—1979 годах. Член комиссии по монополиям и слияний в 1978—1981 годах, член комитета Центра городских коммуникаций Лондона с 1978 года, член монетарной комиссии Международной торговой палаты с 1978 года. Член комитета Клуба по иностранным делам, вице-президент с 1980 года, член комитета по экономическим и социальным вопросам Британского института менеджмента с 1980 года, член исследовательского комитета Королевского института международных отношений с 1980 года.

## Память
Начиная с 2000 года британское Общество бизнес-экономистов ежегодно присуждает приз Рыбчинского экономистам за лучшее сочинение по экономике бизнеса.

## Награды
За свои заслуги перед наукой был награждён:
- 1983 — медалью Бернарда Хармса от Кильского университета[5],
- 1986 — первый получатель премии Абрамсон, присуждаемой Национальной Ассоциацией бизнес-экономистов[англ.], за исключительные статьи в издательстве Business Economics[6].

## Основной вклад в науку
В 1955 году, опубликовав своё исследование по внешней торговли, стал автором теоремы Рыбчинского. Теорема входит в модель Хекшера—Олина—Самуэльсона:
при неизменных ценах и наличии в экономике только двух отраслей рост одного из факторов производства ведёт к сокращению выпуска одного из товаров.